# Giganternes fald
Giganternes fald (en: Fall of Giants) er en roman af den walisiskfødte forfatter Ken Follett. Det er første bind i en trilogi om det 20. århundrede. Handlingen er bygget op om fem indbyrdes forbundne familier, og i dette første bind udspiller handlingen sig i perioden fra 1911 til 1924. Familiernes skæbne er indrammet af de store historiske begivenheder: Første verdenskrig, Den russiske revolution og kampen for kvinders stemmeret. Fortsættelsen Verdens vinter omfatter anden verdenskrig, mens tredje bind På kanten af evigheden omhandler den kolde krig.

## Handling
Romanen begynder, da den 13-årige Billy Williams, med tilnavnet Billy Twice, har sin første arbejdsdag i kulminen i den fiktive walisiske by Aberowen i 1911.
Tre år senere tager handlingen for alvor fart. Earl Teddy "Fitz" Fitzherbert, som besidder en landejendom i Aberowen er vært for en fest for mange magtfulde mennesker fra hele verden. Blandt hans gæster er en række af romanens hovedpersoner:
- Maud Fitzherbert, Fitzs søster, som er langt mere liberal end sin konservative bror.

- Walter von Ulrich, en tysk adelsmand og en tidligere skolekammerat af Fitz. Han og Maud indleder et forhold, som bygger på den gensidige tiltrækning, de har følt for hinanden .

- Greve Robert von Ulrich, Walters østrigske homoseksuelle fætter.

- Gus Dewar, en højt uddannet amerikaner, der er også en nær rådgiver for præsident Woodrow Wilson.

- Bea Fitzherbert, Fitzs kone, oprindelig russisk prinsesse.

- Kong George V, konge af det britiske imperium.

- Mary af Teck, gift med kong George V.

Disse personer og deres familiers indbyrdes relationer er vævet sammen med det storpolitiske spil før, under og efter krigen. Efterhånden får også Grigorij og Lev Peshkov, to russiske forældreløse, der arbejder i et lokomotivfabrik, en rolle i handlingen. De har personlige grunde til at forfølge prinsesse Bea og resten af den russiske kongefamilie, idet Grigorij og Levs far blev henrettet af Beas aristokratiske familie på en falsk påstand. Også familien Williams, bestående af Billy, hans forældre David og Cara og datteren Ethel og familien Griffith fra Wales er fremtrædende i persongalleriet, hvor man følger deres kamp for forbedrede arbejdsforhold i mineindustrien. Under krigen mødes medlemmerne af de fem familier både på slagmarken og privat, som en følge af krigshandlingerne.

## Kritik
Bogen fik generelt fra positive til blandede anmeldelser, hvor især forfatterens omfattende historiske forskning blev fremhævet. Der advares dog mod at læse den som en historisk roman, selv om de kendte statsledere på mange områder handler i henhold til den dokumenterede historiske udvikling; men de fiktive personers indblanding i begivenhederne bevirker, at der er tale om egentlig fiktion.. I en dansk anmeldelse anerkendes Folletts evne til at væve fakta og fiktion sammen til et kynisk spil om magt, og den tilføjer:
"Kulørt-romantiske effekter er der masser af i skildringen af kvinder og mænds forhold til hinanden. Men et tidsbillede toner frem: fagforeningers styrke, kvinders stemmeret, drømme om fred og folkeforbund i form af præsident Wilsons fjorten punkter, efter krigens rædsler." 

## Eksterne links
- Fall of Giants på Ken Follett.com Arkiveret 15. oktober 2012 hos  Wayback Machine
- Anmeldelse i Politiken 16. oktober 2010